# 弗倫奇海峽
弗倫奇海峽（英語：French Passage）是南極洲的海峽，位於威廉群島地區，北面是彼德曼島、斯特雷群島、韋德爾群島和米里亞德群島和，南面是阿根廷群島、阿納格拉姆群島、羅卡群島和克魯爾斯群島，現時由南極條約體系管理。